# Thales Fulmar
El Thales Fulmar es un sistema UAV español. Desarrollado originalmente por Aerovision con fondos privados, su principal aplicación es la ayuda a pesqueros para encontrar bancos de atún, debido principalmente a su habilidad para amerizar. El Fulmar es fabricado conjuntamente por Thales España y Wake Engineering.

## Diseño y desarrollo
El Fulmar es un mini-UAV (peso máximo de 18 kg) cuya disposición es de un fuselaje que alberga el motor en configuración propulsora y ala alta aflechada, en la que están instaladas dos empenajes orientados internamente. En su construcción se hace amplio uso de materiales compuestos. El motor mueve una hélice bipala y quema combustible pesado JP-5, que proporciona más autonomía y genera menos ruido.
Su autonomía de vuelo varía entre las 6 y las 12 h, con un alcance operativo de hasta 800 km, pudiendo obtener vídeos a 70-90 km, dependiendo de las condiciones meteorológicas.
Por sus características, está capacitado para realizar misiones ISR (detección, reconocimiento e identificación). Para ello dispone de sensores electrópticos y de infrarrojos (IR), siendo la carga útil de 8 kg.
Existe una versión alternativa que puede ser operada desde tierra firme. Se lanza por medio de una catapulta y se recoge con una red, facilitando la operación y reduciendo costes.

## Operadores
España

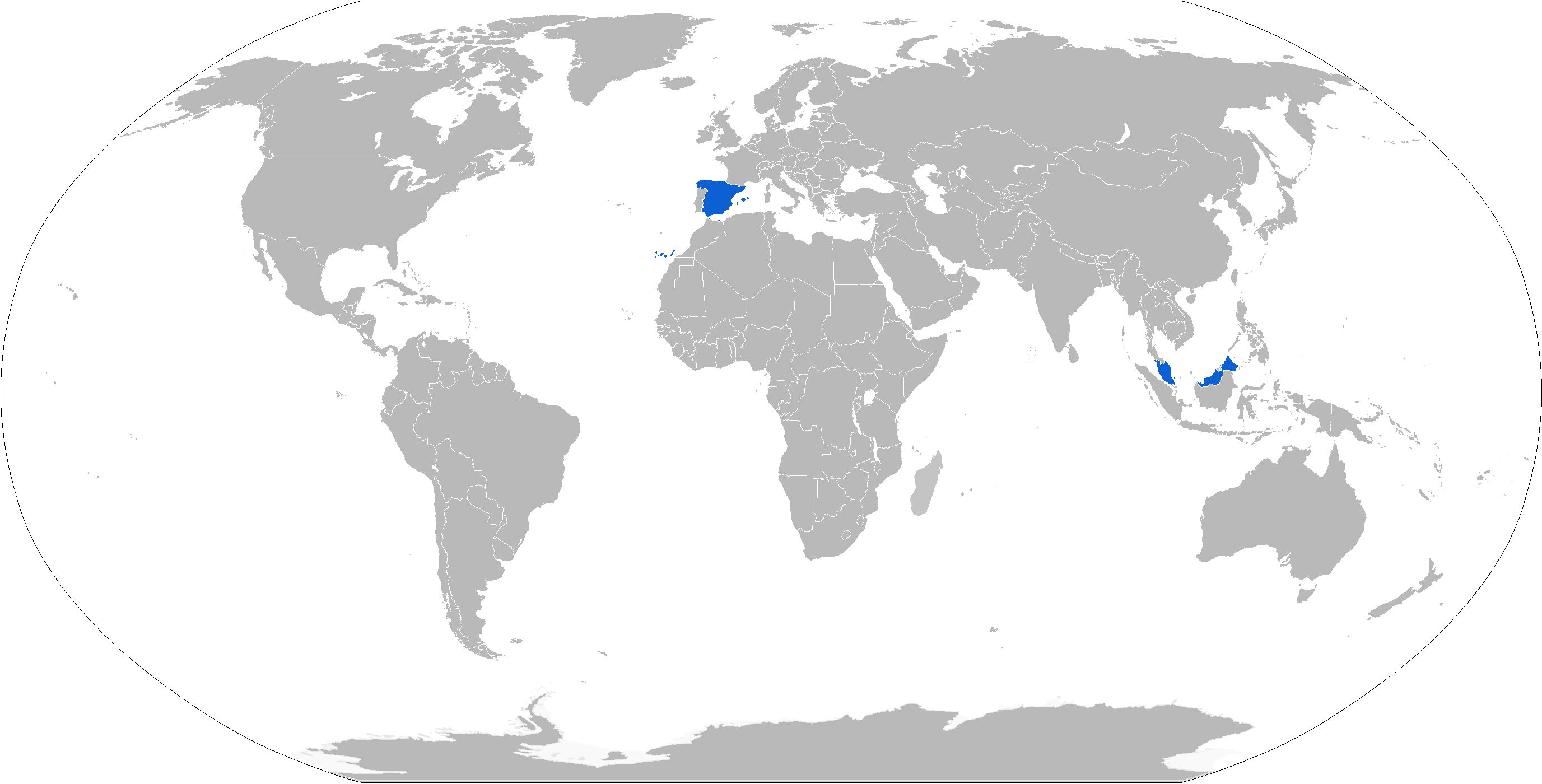
Mapa con los operadores militares del Aerovision Fulmar en azul.

- Ejército de Tierra de España: el Ejército español adquirió en 2017 un sistema, para ser entregado el mismo año, compuesto por una estación de control, un sistema de lanzamiento, otro de recuperación, y dos aeronaves.[3]
- Infantería de Marina de España: otro sistema, con idéntica composición, fue adquirido poco antes por la Armada española para su uso por la Infantería de Marina.[4]
- Ejército del Aire de España: la Escuela Militar de Sistemas Aéreos no Tripulados del Grupo de Escuelas de Matacán (Escuela Militar de UAS del GRUEMA) recibió otro sistema gemelo a los anteriores para impartir el curso de obtención del título de operador de RPAS de Clase I.[5]

 Malasia
- Agencia Malasia de Seguridad Marítima: 6 sistemas encargados en 2015.[6][7]

## Especificaciones

### Características generales
- Tripulación: 0
- Carga: 8 kg (17,6 lb)
- Longitud: 1,2 m (3,9 ft)
- Envergadura: 3 m (9,8 ft)
- Altura: 0,5 m (1,6 ft)
- Planta motriz: 1× motor de gasolina, de combustible pesado o eléctrico .
- Hélices: Bipala propulsora
- Carrera despegue máx.: 20 m

### Rendimiento
- Velocidad crucero (Vc): 100 km/h (62 MPH; 54 kt)
- Alcance: 8 h
- Radio de acción: 400 km
- Techo de vuelo: 2000 m (6562 ft)